# Семискуль (Курганская область)
Семиску́ль — опустевшее село Мокроусовского района Курганской области России, бывший административный центр Семискульского сельсовета.

## География
Село находится в болотистой местности на северо-востоке области, примерно в 20 км к востоку от села Мокроусово и в 120 км к северо-востоку от Кургана.
Расположено на восточном берегу озера Семискуль (на противоположном берегу от села Одино).
Вдоль южной окраины села проходит местная автодорога из райцентра в Куртан и Шелепово.

## Этимология
Семискуль в переводе с тюркского, означает «жирное озеро».

## История

### Семискульское побоище
При заселении края славянским населением, регион стал ареной противостояния кочевников и оседлого населения. В итоге на юго-западном берегу озера Семискуль 27 июля 1693 года произошло сражение кайсаков (казахов) с русской ратью тобольского боярина Василия Шульгина. Кочевники одержали победу, полутысячный отряд Шульгина был уничтожен, небольшой частью уведен в плен. Убитые войны не были захоронены и позднее на месте сражения ещё долгое время обнаруживались черепа и кости. Поэтому данную местность назвали «Урочище Убиенное». Поражение русских у озера Семискуль задержало продвижение Российского государства в Южном Зауралье на 50 лет.

### Форпост
В XVIII веке Российские оборонительные линии укреплялись, их фронт сдвигал кочевников на юг. 44 километра севернее озера Семискуль утрачивает свою актуальность Манайский форпост Староишимской оборонительной линии, построенный согласно карте укреплений, не позже 1737 года. Его функции берет на себя новая оборонительная ветка форпостов, которая в 1743—1745 гг. протягивается от Усть-Мало-Кызакской крепости по вектору Семискульский, Вьялковский, Макеевский форпосты и Аплицкий станец. По первоначальным планам полковника Сибирского драгунского полка Я. С. Павлуцкого данная ветка должна была вывести на Усть-Ламенскую слободу, но на карте — плане 1746 года, ветка меняет направление в сторону Бердюжье — Ишим. Семискульское укрепление называется форпостом, но в поперечнике составляет 363 метра в диаметре, что соответствует диаметру крепостей Звериноголовской, Омской, Семипалатинской. Отступление кочевников сделало неактуальным Семискульскую ветку укреплений, в 1753 году крепость передает вооружение и гарнизон Пресногорьковской оборонительной линии, а сам форт выставлен в 1755 году на продажу желающим крестьянам. Высока вероятность того, что с появлением крепости рядом возник форштадт, предместье, населенное отставными солдатами, крестьянами, казаками и «работными людьми». Этот процесс в регионе инициировался правительством через Тобольский магистрат и Исетскую управительскую канцелярию «желающих охотников к населению на здешнюю линию». На появление форштадта указывает и тот факт, что контур крепости и контур деревни Семискульской (спутниковая карта Яндекс. Карты) не перекрывают друг друга, как у крепости Усть-Мало-Кызацкой (ныне д. Крепость), и селение Семискуль примыкает к бастионам и равелинам Семискульского редута.

### Основание деревни
После продажи форта возникает деревня Семискульская, заселенная преимущественно (70 %) крестьянами Кызакской слободы (из деревень Грамотеево, Видоново, Крепостной, Погадаевой, Кукарской, Мокроусовской), в меньшей степени, крестьянами Краснослободского острога (Краснослободск, Беляевской и Нициновской слобод). Присутствие выходцев из Краснослободкенского острога неслучаен: на административном уровне разрешалось вербовать для поселения на «линии на вновь обысканные там угодные к поселению места» крестьян Краснослободского, Ишимского и Ялуторовского дистриктов. В 1782 году в деревне 119 жителей и 22 дома. Самыми многочисленными кланами «новосозданной деревни» являются Шепелины, Лопаревы, Жиляковы, Мачихины. Каждая из этих фамилий представлена тремя семьями. Остальные фамилии имеют по одной семье. Средний возраст жителей 22 года, потому что 54 % семискульцев дети до 18 лет. В разные периоды д. Семискульская оказывается в Кызакской, Тетерьевской, Утичьей, Соловьевской, Могилевской волостях, то в Ялуторовском, то Курганском уезде Тобольской губернии.

### Село Семискуль
На момент переписи 1897 года деревня Семискульская отстоит от волостного центра Могилевского (Рассвет) 20 верст (чуть больше 21 километра), от Консистории 390 верст (почти 416 км до губернского города Тобольск), благочинного 50 верст (чуть больше 53 км.), от уездного города 130 верст (почти 140 км до Кургана). На рубеже веков в селении зафиксировано 913 жителей. Православных 95 %, 45 старообрядцев (около 5 %), 1 представитель единоверческой церкви. Грамотность составляет 6,5 %. 1 % от населения Семискуля грамотная молодежь. При этом, грамотность не является признаком зажиточности или фактором карьерного роста. Самыми состоятельными жителями селения были кланы Графеевых, Шепелиных, Жиляковых, Обогреловых, Булатовых. Как правило, источник дохода таких семей, торговля скотом. В селе в 1897 году один кирпичный дом (владелец Булатов Сергей Андреевич), до 1917 года будут выстроены ещё две «каменухи» Жиляковых и Графеевых. По количеству представителей фамилий лидируют: 1) Жиляковы (103 души); 2) Обогреловы — 97; Шепелины — 92; Графеевы — 82. 98 % семискульцев — выходцы из государственных крестьян. Значительную часть жителей составляют наемные рабочие из других соседних деревень, а также, живущие подаянием, «пригреваемые» (находящиеся на иждивении). Абсолютное большинство крестьян занимаются одновременно и землепашеством и скотоводством, однако присутствуют и смежные промыслы: бисероплетение, выделка овчины, кузнечное дело, серебрение, прядение пряжи, бондарство, сапожное дело, портняжное дело, рыболовство. Торговля представлена мелочной и винной лавками. Должностные лица: десяцкий, сельской староста, сельский писарь, сборщик податей, полицейский заседатель, кандидат сельского судьи.
В 1897—1901 гг. в деревне построена церковь Св. Николая Чудотворца, а в 1898 г. церковно-приходская школа, Семискуль становится селом, а в 1932 центральной усадьбой совхоза Семискульский. Несмотря на то, что дирекция совхоза переезжает в 1960 г. в село Одино, термин Семискульский передается совхозу, средней школе, лесничеству, сельскому совету.

### Гражданская война
В период гражданской войны селение попало в район ожесточенных боев Тобольской операции, задачей которой, по мнению Колчака, было окружение и уничтожение 29, 30 и 51 дивизии, что привело бы к разгрому всей 3 — ей Красной армии и к переходу военной инициативы к белым.
В ночь с 9 на 10 сентября 263-й Красноуфимский полк 30 дивизии откатывается на запад к д. Семискуль для присоединения к своей бригаде. Все полки 1-й бригады Ивана Грязнова собрались на перешейках крупнейших в Зауралье озёр — Чёрное, Щучье, Куртан, Стекленей. Обилие озёр было выгодно оборонявшимся, потому что предполагало лишь лобовое столкновение, приносящее обычно нападавшим невосполнимые потери. 10 сентября д. Семискуль остается тылом красных. В Семискульском резерве комбрига Грязнова 2 роты 263-го полка и одна рота, прикрывавшая позиции красных батарей, а также 3 — Уфимский кавдивизион. К д. Одина приближался на помощь из с. Мокроусово Нарвский полк «Красных гусар». Спасая бригаду от окружения, комбриг направляет 2-й батальон 263-го Красноуфимского, расположенный в Семискуле в контрнаступление на д. Куртан и д. Шелепово. В селении остается лишь наиболее пострадавший накануне 3-й батальон. 11 сентября противник применяет авиацию. Аэроплан летчика Муромцева и наблюдателя Вощило, кроме прочего, замечает обоз красных из 150 повозок, направляющихся в Куртан. 100 повозок остаются в д. Семискуль. Тяжелые потери обеих сторон под д. Шелепово и д. Куртан вынуждают противников перейти к отдыху. Но уже 14 сентября 1919 г. два эскадрона Нарвского полка направляются на передовую из д. Одина и д. Семискуль. Перебежчик 1-го Екатеринбургского полка белых рассказал, что колчаковцы ставят цель прорвать фронт красных у д. Семискуль. 15-16 сентября белые отчаянно штурмуют позиции 3-й красной бригады Брока у д. Гнилая к северу от Семискуля, но успеха не имеют.
17 сентября в Семискуле располагается штаб 269-го полка красных, а штаб бригады «Красных гусар» в д. Одина. 19 сентября белые начали решающую атаку, открыв артогонь по 269-му Богоявленскому — Архангельскому полку, находящемуся севернее Семискуля. После артподготовки, в атаку пошла белая пехота с конницей на флангах. Сильным ружейно-артиллерийско-пулеметным огнем белые были остановлены, а их артнаблюдатель уничтожен. Орудия белых, лишенные наводчика тратили заряды зря, подожгли несколько строений селения. Применение белыми 3 трехдюймовых орудий так же не принесло успеха. Однако ночью, сберегая силы, красные отошли на рубеж реки Кизак.
Спустя месяц 24 октября 1919 года 268-й Уральский полк с боем взял д. Чеснокова и д. Одина, выбив из них белую Уфимскую кавдивизию. К тому времени белые подготовили окопы у Колбина поля (направление Семискуль-Карпунино); Одинское кладбище (направление Одина-Могильное); север Одина, (Маслозавод, Осинники)http://www.mokrousovo.ru/modules.php?name=Content&op=showpage&pid=77. На участке Маслозавод 269-й Богоявленский-Архангельский полк наткнулись на арьергард белой Сводной Сибирской дивизии. Произошел непродолжительный бой, белые отступили, укрепившись силами 1-й Штурмового и 71-го Сибирского полка с двумя легкими батареями у д. Семискуль. После сильного огня красноармейцы заняли деревню Семискуль. Белая пехота откатилась в окопы Редких берез, что восточнее Семискуля, а позднее вообще была выбита из региона.

## Население
| 1989 | 2002 | 2010 |
| ---- | ---- | ---- |
| 26   | ↘5   | ↘0   |